# 최식 (징란)
최식(崔湜, 671년 ~ 713년)은 당나라와 무주의 관료로, 자는 징란(澄瀾)이며, 정주 안희현(安喜縣, 지금의 하북성 보정시의 현급시 정주시) 사람이다. 무주의 황제 측천무후의 아들들인 중종·예종 및 손자들인 상제·현종 연간에 걸쳐 재상을 지냈다. 713년, 현종이 숙모 태평공주와 적대 관계에 놓이자, 최식은 태평공주의 편에 섰다. 그러나 현종이 태평공주의 일파들을 진압한 후, 최식은 숙청되어 유배를 떠나게 되었고, 최후에는 유배지에서 자결하라는 명령을 받았다.

## 생애
최식은 박릉최씨(博陵崔氏) 사방(四房) 중 하나인 박릉 안평방(安平房) 출신으로, 재상 최인사(崔仁師)의 손자이며, 호부상서(戶部尙書) 최읍(崔挹)의 아들이다. 동생 최액(崔液), 최징(崔澄), 최척(崔涤)과 함께 문재가 있었으며, 매번 집에서 연회가 있을 때마다 왕사가(王謝家)에 비유했다. 어려서 진사(進士)에 발탁되고 좌보궐(左補闕)로 이직했다. 『삼교주영(三教珠英)』을 중수했다. 아름다운 자태가 있었으며, 당시 최식의 처는 매우 아름다워 이름이 났으며, 자신의 처첩과 아름다운 미모의 딸을 함께 이융기(李隆基)에게 진헌하였고, 태평공주(太平公主)를 사사로이 보좌했으며, 안락공주(安樂公主)와 통간하였으며, 상관완아(上官婉兒)의 정인이기도 했고, 무삼사(武三思)와 상관완아에게 의부하여, 고공원외랑(考功員外郞)에서 중서사인(中書舍人), 병부시랑(兵部侍郞)으로 급격히 전직했다. 최식은 천진교(天津橋)에서 말을 타고 "봄이 상림원에서 노닐고 꽃은 낙양성에 가득하다(春游上林苑, 花滿洛陽城)"라는 시를 읊었다. 장열(張說)은 최식을 흠모하며 "이 구졸은 본받을 만하며 이 자리는 얻을 만하지만, 그 나이만큼은 미치지 못한다(此句可效, 此位可得, 其年不可及也)라고 했다. 최식, 잠희(岑羲), 정암(鄭愔)은 동시에 이부시랑(吏部侍郞)을 맡자 당시 사람들은 "잠희와 정암은 남방오랑캐 후손이고, 최식은 재상의 손자이다. 세 사람을 사로 비교하면, 돌골혼(咄骨渾)을 축하하지 말라.(岑愔獠子後, 崔湜令公孫. 三人相比校, 莫賀咄骨渾)"
최식은 양주자사(襄州刺史)로 강등되었을 때 정변을 일으켜 제위를 찬탈하려 하는 중종(中宗)의 서장자 균주자사(均州刺史) 초왕(譙王) 이중복(李重福)에게 서신을 작성하였고, 이중복도 금허리띠를 선물했다. 이중복은 곧바로 패망했다. 이로 인해 최식은 탄핵되어 사형죄에 처해졌고, 이로 인해 장열과 유유구(劉幽求)는 사정을 이야기했으며, 최식은 처형되지 않았다.
선천(先天) 2년 7월 3일, 최식과 태평공주는 모반을 동모했다. 좌산기상시(左散騎常侍) 위지고(魏知古)는 밀고하였고, 현종은 먼저 사람을 제압했으며, 두회종(竇懷貞) 등은 복주 후에 최식과 우승(右丞) 노장용(盧藏用)은 태평공주와 사통한 죄로 검거되었고 유형(流刑)에 처해졌으며, 최식은 두주(竇州, 광동성廣東省 신의현信宜縣)으로 유배갔으며, 노장용은 용주(瀧州, 광동성廣東省 나정시羅定市 남쪽)으로 유배갔다. 당시 신흥왕(新興王) 이진(李晉)도 죄로 인해 주살되었는데, 형에 임하자 "원래 이 일을 모의한 것은 최식에게서 나온 건데 이제 내가 죽고 최식은 살았으니, 원통하도다!(本謀此事, 出自崔湜, 今我就死而湜得生, 何寃濫也)라고 했다. 도중에 최식은 노장용에게 "집안 동생 최징이 황제의 은혜를 입었으니 사면될 지도 모른다(家弟崔澄承蒙皇帝隆恩, 或許還能獲赦)고 했다. 후에 궁녀 원씨(元氏)가 최식이 적전분(赤箭粉, 최음제)에 독을 타 황제를 모살하려 하였다고 진술했다.
선천 2년, 최식은 형주(荊州, 호북성湖北省 강릉현江陵縣)으로 가다 도중에 역참(驛站)에서 자살했다. 사람들은 모두 장열이 최식을 죽였다고 생각했다.『全唐詩』에 시(詩) 39수, 『全唐詩外編』에 보시(補詩) 5수가 전한다.